# 養老町テレワーク施設
養老町テレワーク施設（ようろうちょうテレワークしせつ）は、岐阜県養老郡養老町の公共施設（テレワーク施設）。
一般公募により命名された愛称はYOROffice（ヨロフィス）。

## 概要
都市部からの人と産業の流れを促進。企業誘致、雇用の創出及び地域経済の活性化を目的とする施設である。2022年（令和4年）9月1日開館。
建物は休止していた町有施設の養老町地域福祉センターを改修したものである。

## 施設概要
- コワーキングスペース（シェアオフィス）
- クリエイターズワークスペース（多目的ルーム）
- ソロワークスペース（個別ブース）
- レンタルオフィス
- 会議室 （MTGスペース）
- グランピングカフェテリア

シェアオフィス会員（月単位契約）、ドロップイン（4時間単位での利用）、個人利用（1時間単位での利用）などがある。

## 利用案内
- 開館時間：9:00 - 17:00
- 休館日：土曜日、日曜日、祝日。年末年始（12月29日 - 1月3日）
- 駐車場：約30台[1]

## 交通アクセス
- 養老鉄道養老線養老駅下車、自動車で5分[1][6]。
- 養老町オンデマンドバス「地域福祉センター」バス停下車、徒歩すぐ。
- 東海環状自動車道養老ICから自動車で9分[6]。